# Park Śremskich Odlewników
Park Śremskich Odlewników (Park Jeziorański)- park zlokalizowany w Śremie, na terenie osiedla Jeziorany w dawnej strefie ochronnej odlewni żeliwa, pomiędzy ulicami Grunwaldzką, Staszica i Chłapowskiego. Powierzchnia parku wynosi 6,89 ha. Park założono w początkach lat 70. XX wieku. Został on przejęty od odlewni przez miasto w 2006. 
Powstanie parku upamiętnia tablica odsłonięta 22 lipca 1978 roku. Znajdują się tam także m.in. Pomnik Katyński, rzeźba plenerowa Drogowskaz, staw otoczony wierzbami płaczącymi i urządzenia zabawowe dla dzieci. W parku spotkać można następujące ptaki: trznadle, zięby, szczygły i dzwońce.